# As Slow As Possible
Organ²/ASLSP (As SLow aS Possible) er et musikstykke komponeret af John Cage og er det langsomste og længstvarende musikstykke nogensinde. Det er originalt skrevet i 1987 til orgel og er afledt af det tidligere værkk ASLSP 1985; en typisk opførsel af stykket på piano tager som regel 20 til 70 minutter. I 1985 valgte Cage at udelade detaljer om hvor langsomt stykket skulle spilles.
Den nuværende fremførsel på orgel i Skt. Burchardikirken i Halberstadt, Tyskland, begyndte i 2001 og er programsat til at vare i 639 år og dermed ende i 2640.